# Pulque
Pulque är en mexikansk jäst dryck som serveras i så kallade pulquerias. Drycken har en något tjock konsistens som påminner om långmjölk. Drycken är gjord av jäst växtsaft från arter i agavesläktet, oftast utan någon smaktillsats men kan ha smak av jordgubb, mango eller olika frukter som förekommer i Mexiko.
Ordet är troligen en förvanskning av octli poliuhqui med betydelsen förstörd likör/vin, ett begrepp för överjäst pulque på nahuatl.
En ofta förekommande myt är att hundlort tillsätts för att jäsningen skall komma igång.